# MY beauty
MY beauty（マイ ビューティー）は、東京都港区赤坂にあるミス・ユニバース・ジャパンなどのミスコンテストをはじめとするコンテスト出場者やモデルの養成および一般女性の向けの教室である。

## 概要
MY beauty（運営：株式会社MY group）は2018年（平成30年）に設立、運営会社であるMY groupの代表取締役社長でありスクールの講師も務める美馬寛子が独自に考案したカリキュラムを提供している。コースは一般の女性向けコース「MY beauty Academy」と、ミス・ユニバース・ジャパンなどのミスコンテストやボティーコンテストへの出場、モデルを目指す女性向けの「 MY beauty Lesson」とがある。MY groupは2018年よりミス・ユニバース・ジャパンの運用権を取得、代表の美馬寛子はミス・ユニバース・ジャパンのナショナル・ディレクターに就任しており、MY beautyではミス・ユニバース・ジャパン出場者に向けた専用レッスンも展開している。

## コース
- MY beauty Academy（短期集中コース）ワークセッションを中心に内面・外見・食事やライフスタイルなど参加者の魅力の発見と育成を行う
  - ビギニングクラス・・4日間コース 定員：10名
  - アドバンスクラス・・4日間コース 定員：12名

- MY beauty Lesson（マンスリーコース）ウォーキング・ポージング・ボディメイキング・メイク・ファッション・スピーチ・英会話など
  - MY beauty College・・ミスコンテスト出場者およびモデル向けの特別コース
  - MY beauty Role Model・・Academyの卒業生に向けた継続コース
- MY beauty Fashion（民間資格取得コース）ファッションの基礎とスタイリングを軸にファッションを通じた表現全般を学ぶ
  - MY beauty Specialistコース・・48時間（2h／週 × 24回） 定員：6名
  - 美馬寛子コース・・16時間（2h／週 × 8回） 定員：2名
- MY beauty Private（オーダーメイドコース）美馬寛子による一人一人に合わせたメソッド オーダーメイドスタイル

## 所在地
〒107-0052 東京都港区赤坂8-4-14 8F　(8F  8-4-14 Akasaka Minato-ku, Tokyo, 107-0052, Japan)